# Oxymagis grayii
Oxymagis grayii är en skalbaggsart som beskrevs av Francis Polkinghorne Pascoe 1866. Oxymagis grayii ingår i släktet Oxymagis och familjen långhorningar. Inga underarter finns listade i Catalogue of Life.